# Grafensteiner Platte
Die Grafensteiner Platte ist eine traditionelle rustikale Bodenfliese aus Grafenstein. Sie wird aus Kärntner Lehm ausschließlich händisch gefertigt. Damit ist jede Fliese ein Unikat. Alois Falkinger betreibt Österreichs letzte Handziegelei. Die Handziegelei ist ein in Österreich bereits beinahe ausgestorbenes Handwerk. Die Ziegelei und die Produktpalette hat er in den 90er Jahren von der Familie Orsini-Rosenberg übernommen, die den Betrieb bereits aus Kostengründen eingestellt hatten. Damit konnte ein einzigartiges Kulturgut lebendig bewahrt werden.
Denkmalgeschützte Restaurierungen wie beispielhaft das Heihsgut im Lungau setzen diese traditionelle Bodenfliese gerne ein.